# Клорис Лийчман
Клорис Лийчман (на английски: Cloris Leachman) е американска комедийна актриса. 

## Биография
Родена е на 30 април 1926 година в Де Мойн, Айова.
Кариерата ѝ се простира седем десетилетия, тя е печелила осем награди Еми (рекорд заедно с Джулия Луи-Драйфус), награда Еми от церемонията за дневните сериали, и Оскар за ролята си във филма на Питър Богданович „Последната прожекция“ през 1971 г.
Тя се появява и в три филма на Мел Брукс, включително „Младият Франкенщайн“ (1974), в ролята на Бевърли Ан Стикъл в сериала на NBC „Фактите на живота“ в периода 1986 – 1988 г. и в ролята на баба Дейзи Мей Мойсес в „Селяндурите на Бевърли Хилс“ (1993).
През 2000-те години Личмън играе ролята на баба Айда в сериала „Малкълм“ на Fox и се появява в комедийния ситком Comedy Central Roast на Боб Сагет през 2008 г. Тя е състезателка в седмия сезон на реалити предаването на ABC „Танцуващи със звездите“ през 2008 г. По това време тя е на 82 години и е най-възрастният състезател в шоуто. През 2017 г. играе ролята на Зория Вечерная в драмата на Starz, „Американските богове“.
На 27 януари 2021 г. е обявено, че е починала от естествени причини на 94 години. Според едни източници датата на смъртта ѝ е 26 януари, а според други е 27 януари.

## Избрана филмография
| Година | Филм                     | Оригинално заглавие          | Роля        | Режисьор                   |
| ------ | ------------------------ | ---------------------------- | ----------- | -------------------------- |
| 1971   | Последната прожекция     | The Last Picture Show        | Рут Попър'  | Питър Богданович           |
| 1974   | Младият Франкенщайн      | Young Frankenstein           | фрау Блюхер | Мел Брукс                  |
| 1981   | История на света: Част I | History of the World, Part I | г-жа Дефарж | Мел Брукс                  |
| 2004   | Спенглиш                 | Spanglish                    | Евелин Райт | Джеймс Брукс               |
| 2006   | Страшен филм 4           | Scary Movie 4                | Ема Норис   | Дейвид Зукер               |
| 2012   | Гамбит                   | Gambit                       | баба Мерл   | Майкъл Хофман              |
| 2013   | Круд                     | The Croods                   | Баба Круд   | Крис Сандърс и Кърк Демико |